# JADE FOREST COMPANY
JADE FOREST COMPANY（ジェイドフォレストカンパニー）は、2020年に結成された日本の男女混合6人組ヴィジュアル系ヘヴィメタルバンド。

## 概要
アコーディオンとヴァイオリンを軸に築かれた楽曲と、2次元から飛び出てきたような容姿のハイファンタジー異世界転生をコンセプトとしたエピックフォークメタルバンド。
2020年4月に活動を宣言。結成時メンバーのボーカルなちゃもろーるが諸事情により活動を制限することとなり急遽サポートボーカルとして魔威呼に依頼。そのまま本メンバーに加入し現在の6人編成の形となる。

## メンバー
- 魔威呼 ボーカル
  - メンバーコンセプトはPriestess(司祭)。
  - 自身のユニットMy Complex Of Academyでも活動するボーカリスト。
  - さかもとえいぞうの活動Sweet Miracleにも参加し、FATE GEAR、LIPSTICK、青色壱号など数々のガールズバンドのサポートボーカルとしても参加している。

- 魔将軍チャッキー ギター
  - メンバーコンセプトはGeneral(将軍)。
  - バンドコンセプトを形成するリーダー。ヴィジュアル系バンドマモノでもリーダーとして活動し、ソロ活動としてはUNITED MONSTERSで活動中。
  - フジロックフェスティバルの新人バンドの登竜門ルーキーアゴーゴーのステージでは2017年、2018年、2019年、2023年、2024年と司会者として参加。

- かみじょー ヴァイオリン
  - メンバーコンセプトはDark Knight(暗黒騎士)。
  - 幼少期よりバイオリンを習い始め、GEEKS、佐藤聡美、イヤホンズ、Die Milchなど多数アーティストとライブ、レコーディング等で共演。
  - ボーカルの魔威呼とはガールズロックバンドJULiCで同時期に在籍しギタリストとしても活動。現在もギタリストとしてはガールズロックバンドRUSH BANGや、ザ・ヒーナキャットのひーちゃんとexist†traceの Mallyと結成した、しゃべらなければイイオンナで活動中。

- えびさわなおき。 アコーディオン
  - メンバーコンセプトは Jongleur(放浪楽師)。
  - シャンソン、ポップス歌手の伴奏、舞台音楽、ダンサーやパフォーマーとの競演など幅広く活動中。2017年、湯澤幸一郎、青月泰山と「青山辺境伯」を結成。舞台「マグダラなマリア」にレギュラー出演、桑名正博アコースティックツアーや有村竜太郎ソロツアー、東ちづる主催「月夜のからくりハウス」では佐藤ひらり、米良美一など多彩なアーティストとも共演。JADE FOREST COMPANYのライブ演奏では Roland 製電子アコーディオンの V-Accordion FR-3 を使用。

- ジン ベース
  - メンバーコンセプトはConjurer(召喚術師)。
  - 楽器の形状が杖っぽいという理由でリーダーの魔将軍チャッキーからエレクトリック・アップライト・ベースでの演奏を打診されそれを快く承諾し、ヘヴィメタルバンドの中でとても稀なアップライトベースでライブパフォーマンスをしている。元犬神サアカス團として長年活動してきた経験もありバンドの土台をしっかりと支えている。

- サットン ドラム
  - メンバーコンセプトはSylvan lord(森の主)。
  - 結成当初は黄色い森の妖精のような特徴的なマスコット姿だったが1stフルアルバム「魂光」発売時に衣装の大幅リニューアルでドワーフ調の姿に変わった。ヴィジュアル系バンドUCHUSENTAI:NOIZ の結成メンバーでもあり年間 130 本以上のライブやフランスやアメリカでのツアー経験はドラムサウンドに説得力を持たせている。
  - ベースのジン同様長年培われた経験でJADE FOREST COMPANYのリズム隊を支えている。

## 元メンバー
- なちゃもろーる ボーカル
  - 結成時のボーカル。JADE FOREST COMPANY の公式YouTubeチャンネルの初のトレイラーデモは彼女の歌声である。1stEPのコーラスでも参加していて作詞も担当している。なちゃもろーる個人のYouTubeチャンネルの動画では200万再生を超えているものもあり、歌い手としての評価はかなり高くボイトレ講師としても活動している。

## 略歴
2020年
- 7 月　ART POP ENTERTAINMENT 主催 CRUSH OF MODE の無観客配信ライブに出演し渋谷 ClubAsia にて初ライブ。体調不良の為ドラムのサットンは休養し、その日はサポートドラムとしてKazhaのドラムでも活動しているMasayaが演奏した。
- 10月　1stミニアルバム「JADE FOREST COMPANY」CD、配信同時リリース。レコ発単独配信公演を開催。一部は有料、二部は無料のトークライブをツイキャスにて配信。

2022年
- 4月、Light of the soul、Trauer、暁を限定配信リリース。

2023年
- 4月、1stフルアルバム「魂光」を配信リリース。
- 5月、吉祥寺クレッシェンドにて初の有観客単独公演「奏楽の煌宴 第一章 新光の魂」を開催。
- 6月、1stフルアルバム「魂光」をディスクユニオンにてCDリリース。

2024年
- 1月、池袋RED-Zone ANERISにて単独公演「奏楽の煌宴 第二章 祝福の響」を開催。お祝いゲストとしてGeLと最鋭輝が参加。
- 9月、池袋RED-Zone ANERISにて単独公演「奏楽の煌宴 第三章 異界協奏」を開催。2部制として2部では自身のYouTubeで演奏しているカバー動画を生演奏した。

2025年
- 5月、吉祥寺クレッシェンドにて単独公演「奏楽の煌宴 第四章 漆黒祭祀」を開催。